# Carl D. Goerdeler
Carl D. Goerdeler (* 1. Oktober 1944 in Leipzig; † 20. November 2022) war ein deutscher Diplomat, Sachbuchautor und Korrespondent.

## Leben
Goerdeler studierte Politik und Publizistik in Berlin und München und war Diplomat in Tokio sowie von 1983 bis 1988 in Brasília. Anschließend arbeitete er als Korrespondent in Rio de Janeiro für deutschsprachige Zeitungen, so zum Beispiel von 1987 bis 2006 als Südamerika-Korrespondent für Die ZEIT. Er hat eine Tochter.

## Veröffentlichungen (Auswahl)
- Brasilienblues. Geschichten aus Brasilien. Gardez!-Verlag, Remscheid 2013, ISBN 978-3-89796-242-2.
- Kulturschock Brasilien. Reise-Know-How-Verlag Rump, Bielefeld 2008, ISBN 978-3-8317-1644-9.
- Kulturschock Argentinien, Reise-Know-How-Verlag Rump, Bielefeld 2004, ISBN 978-3-8317-1268-7.
- Die Luftschlösser von Rio. Geschichten aus Brasilien. Gardez!-Verlag, St. Augustin 2000, ISBN 978-3-89796-029-9.
- Japan – Skizzen aus der Arbeitswelt. Berg-Verlag, Bochum 1983, ISBN 978-3-922741-33-6.